# Ichneumon scutellorius
Ichneumon scutellorius är en stekelart som beskrevs av Cuvier 1833. Ichneumon scutellorius ingår i släktet Ichneumon och familjen brokparasitsteklar. Inga underarter finns listade i Catalogue of Life.